# إذلال الذات
إذلال الذات أو جلد الذات[بحاجة لمصدر] أو التحقير الذاتي[بحاجة لمصدر] (بالإنجليزية: Self-abasement)‏ هو مصطلح يستعمل في علم النفس ويشير إلى معنيين، الأول فهو مادي جسدي ويقصد به إلحاق الضرر بالجسد بشكل مقصود وبإرادة كاملة بغرض اللذة والتمتع، أما المعنى الثاني وهو النفسي المعنوي فقصد به لوم الإنسان لنفسه أو حرمانها لارتكابه سلوكيات خاطئة.

## إذلال الذات في علم النفس
يعد إذلال الذات من أخطر الأمراض النفسية التي يعاني منها الإنسان، حيث يدفع الإنسان إلى أن يضخم أخطاءه، ويتلذذ بالحديث عنها، ويفرح لجرح نفسه؛ للشعور بمزيد من الألم؛ حيث يبدأ سخطًا، ثم يتم التأقلم مع هذا السخط ثم اعتياده، وينتهي الأمر بالاستمتاع بهذا السخط؛ ليصل إلى حالة أقرب من العشق لهذا السخط. ويعد دافع الهروب من الفشل من أبرز أسباب إذلال الذات.
يرتبط إذلال الذات بالخزي (وليس الشعور بالذنب)، ويتضمن أيضًا نقصًا في تقدير الذات. كما أن الخوف قد يكون سببًا لإذلال الذات. ويمكن أن يكون مفهوم إذلال الذات قائمًا على أساس التحليل النفسي لسيغموند فرويد.

## إذلال الذات في الدين
قد يكون إذلال الذات ممارسة دينية من باب التواضع لله، وقد يكون هذا في سياق الرهبنة أو الرهبانية.

## إذلال الذات في الممارسات الجنسية
كما يوجد إذلال الذات في العلاقات الجنسية الإنسانية والتوثين الجنسي، فهنالك بعض الناس يستمتعون بالإذلال الشهواني والممارسات الأخرى المتعلقة ببي دي إس إم.
ومن هذه الممارسات إذلال الذات والاسترقاق والتعذيب والإذلال العلني (وبضمنه الإذلال على الإنترنت).

## طالع أيضًا
- امتناع عن الملذات
- أنا (توضيح)
- أنانية (توضيح)
- تواضع